# Thomas Hastings

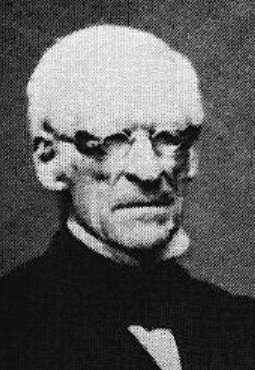
Thomas Hastings

Thomas Hastings född 15 oktober 1784 i Washington död 15 maj 1872 i New York, var en amerikansk kyrkomusiker, musikpedagog, tonsättare och psalmförfattare. Mest känd för musiken till Augustus Montague Topladys psalm "Rock of ages, cleft for me" från 1776, översatt till svenska av Betty Ehrenborg-Posse, "Klippa du som brast för mig", till samma melodi.
Författade också psalmtexter som publicerats bland annat i den amerikanska baptistkyrkans The Church Hymn book 1872 (nr 20 In this calm impressive hour (1831), 21 Now, from labor and from care (1831), 91 Sweet and holy is the place (1834), 414 Hail to the brigthness of Zion's glad morning (1830), 469 How calm and beautiful the morn (1832), 602 Drooping souls, no longer mourn (1831) , 603 Dying souls, fast bound in sin (1831), 605 Delay not, delay not (1831), 902 Jesus, mercyful and mild (1858), 983 Gently, Lord" O, gentley lead us (1831), 1012 I love the Lord, whose gracious ear (1836), 1110 Now be the gospel banner (1830), 1153 O, God of Abra'm hear (1832), 1213 God of the nations, bow thine ear (1834) och 1281 He, that goeth forth with weeping (1836).

## Kompositioner
- Den port är trång och smal den stig text översatt till svenska av Lina Sandell Finns på Wikisource.
- Klippa, du som brast för mig musik "Rock of ages, cleft for me" 1776 Finns på Wikisource.